# 李家顺
李家顺，（1944年8月24日—），江苏如皋人。研究生学历，硕士学位，主任医师，教授，博士生导师。中国人民解放军少将。
1962年8月，在第二军医大学海军医学系学习。1967年12月，在第二军医大学附属长征医院骨科攻读研究生。1981年，获得医学硕士学位，后历任第二军医大学附属长征医院骨科医师、骨科副主任、中国人民解放军骨科研究所所长、第二军医大学附属长征医院副院长、第二军医大学附属长海医院副院长、第二军医大学长征医院院长、第二军医大学副校长。1998年1月，任第二军医大学校长。1998年7月，晋升为少将军衔。2006年，退休。
现任上海开元骨科医院院长、《脊柱外科》杂志总主编、《矫形外科》杂志顾问。

## 主要著作
- 《脊柱创伤外科学》
- 《下腰痛》
- 《脊柱外科临床手册》
- 《颈椎外科学》
- 《现代腰椎外科学》
- 《枕颈部外科学》
- 《当代颈椎外科学》